# Codul civil napoleonian

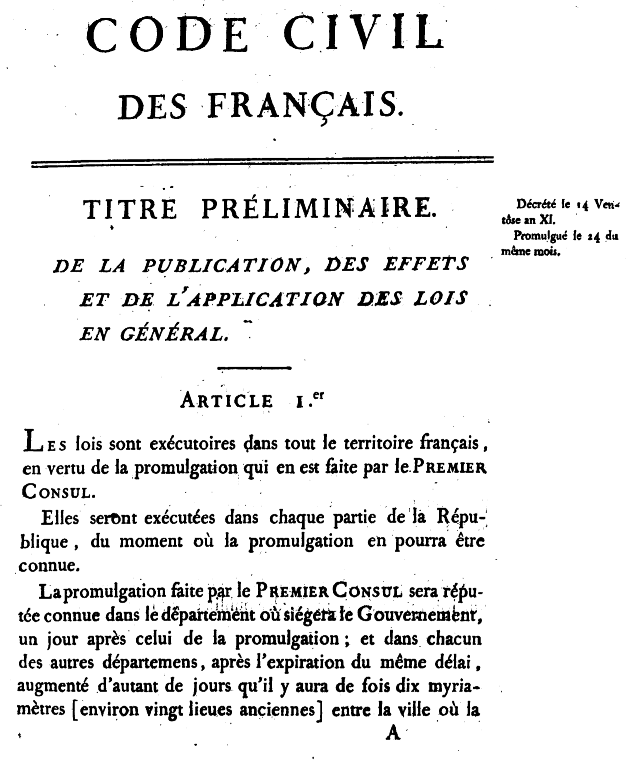
Prima pagină a ediției originale din 1804.

Codul civil napoleonian sau Codul civil francez a fost realizat în vremea Primului Imperiu Francez sub îndrumarea lui Napoleon I. Codul acorda o atenție și o importanță deosebită organizării familiei urmărind să facă din familie celula de bază a vieții sociale. Codul civil napoleonian acordă capului familiei puteri și prerogative foarte întinse asupra tuturor persoanelor care o alcătuiau (copii, soție). Această putere absolută a soțului asupra soției se numea „putere maritală” sau „autoritatea paternă”. Puterea maritală a fost abolită în Franța în anul 1970, fiind înlocuită cu autoritatea părintească.
Multe din statele lumii au copiat sau împrumutat din prevederile acestui cod civil, iar în acest moment autoritatea paternă continuă să existe în numeroase țări ale lumii.

Codul lui Napoleon situează proprietatea privată în centrul reglementării sale juridice, privind-o drept sorgintea originară a oricăror libertăți individuale.